# 哈德逊河怪物
哈德逊河怪物（英文：Hudson River Monster）是指出没于美国纽约州哈德逊河的湖怪，它还拥有自己的名称“Kipsy”。哈德逊河怪物的历史可追溯至1610年，此后多次传出目击。《纽约时报》曾数度刊文报道哈德逊河怪物，1899年时刊登“SHARK OR SEA SERPENT?; Bathers in the Hudson River Startled by a Monster That Chased Them from the Water”一文，讲述了哈德逊河的怪物传闻，目击者将其描述为鲨鱼或大海蛇。2006年，《泰晤士报》报道哈德逊河哈德逊河出现神秘动物，但之后的调查发现那是只海牛。